# Ponteratto
Ponteratto è il comune immaginario in cui sono ambientati gran parte gli episodi di don Camillo e di Peppone, personaggi di fantasia creati da Giovannino Guareschi. Nelle trasposizioni cinematografiche, il paese di don Camillo e Peppone viene identificato con Brescello, ove furono girati i film. 

## Descrizione generale
Ponteratto è un piccolo paese della Bassa Padana, probabilmente situato in provincia di Parma. Sorge a poca distanza dal "grande fiume", il Po. È un paese dalla vocazione prevalentemente agricola: il territorio è diviso in poderi e case coloniche. Le abitazioni sono basse e modeste, non andando oltre il primo piano d'altezza, e le strade larghe e regolari. 
Nella saga si raccontano le vicende di Ponteratto fra il 1946 e il 1966: negli anni Sessanta l'arrivo del benessere trasforma l'aspetto del paese, che diventa più curato, e anche l'economia, che da agricola si trasforma lentamente in industriale dopo l'apertura di alcune fabbriche. Il paese è servito dalla ferrovia, che attraversa anche alcune frazioni.
Nel libro il nome compare una sola volta, all'inizio del primo racconto e solo nell'edizione originale:
(Mondo piccolo. Don Camillo, Milano, Rizzoli, 1948)
mentre in tutte le edizioni successive l'incipit è:
Le trasposizioni cinematografiche dei racconti sono state ambientate nel realmente esistente comune di Brescello, in provincia di Reggio Emilia (il nome del paese, nel quale furono girati tutti e cinque i film della serie, è anche esplicitamente citato in alcune scene).

## Storia
Si sa poco della storia di Ponteratto: la diffusa presenza di monumenti o opere artistiche risalente al XIII e al XIV secolo fa supporre un'origine medievale dell'abitato.
In seguito fu dominato dai Farnese, che lasciarono la statua dell'Ercole nella piazza principale, e fece parte del Ducato di Parma e Piacenza.
Durante il Risorgimento fra gli abitanti del paese si distinse il garibaldino Antonio Ferrazza. La seconda guerra mondiale lasciò lutti e distruzioni nel paese, occupato prima dai tedeschi e poi dai militari alleati. Anche il movimento partigiano fu molto attivo in paese.
Dopo la guerra, a Ponteratto, come in tutto il cosiddetto "triangolo della morte", si registrarono alcuni episodi di violenza contro personaggi anticomunisti, tra cui anche don Camillo, che fu vittima di un attentato contro la sua persona. 
Nel dopoguerra, a tutte le elezioni comunali, ha sempre prevalso la lista di sinistra, composta prevalentemente da comunisti, socialisti e a volte repubblicani e azionisti. L'amministrazione del sindaco Giuseppe "Peppone" Bottazzi guida il paese per almeno vent'anni, ottenendo importanti risultati. Negli anni Sessanta si ha la nascita di una cellula maoista che mette in difficoltà Peppone, portandolo alle dimissioni. L'intervento di don Camillo, che convince alcuni socialisti a passare al PCI, permette a Peppone di ritornare sindaco. 

## Strade e piazze

### Piazza del Popolo
Al centro di Ponteratto si trova la piazza grande, chiamata negli ultimi episodi Piazza del Popolo. Lungo i due lati lunghi della piazza si affacciano delle case con dei portici, su cui si aprono i vari caffè (il più importante è il "Caffè dei Portici") ed alcune botteghe, tra cui l'Emporio di Anteo Bigatti & figlio e la farmacia del dottor Spiletti. In posizione arretrata, in linea con il portale della chiesa, si trova la statua dell'"Ercole Farnese", che è un chiaro riferimento alla statua avente lo stesso soggetto situata al centro della piazza principale di Brescello. Sempre sulla piazza si affacciano la sede della Democrazia Cristiana, l'"Orto del Marasca" (al posto del quale verrà poi costruito un moderno palazzo anch'esso porticato), il "Palazzo Baghetti" e la sede della Cooperativa "La Proletaria".

### Altre strade
- Strada degli Orti, che si trova dietro la casa di Peppone;
- Via Gramsci, già via Luigi Brambelli ed ancor prima via Castelletto;
- Strada Bassa;
- Piazzetta della Libertà;
- Via Stalin;
- Piazza Stalin;
- Via Titov (numeri pari) e San Martino (numeri dispari).

## Edifici più importanti

### Chiesa Parrocchiale
Forse intitolata a San Michele Arcangelo, la chiesa parrocchiale di Ponteratto si affaccia sulla Piazza del Popolo con la grande facciata con rosone e l'alto campanile sormontato da un angelo del Duecento.
All'interno la chiesa si presenta con tre navate divise da colonne dipinte a finto marmo, alcune cappelle laterali ed un'abside semicircolare. preceduta da un sottarco coperto da volta a cupola. Su di questo si affacciano la cantoria e l'organo. Dietro l'altare, tra due finestre con vetri colorati di giallo e di blu c'è una grande pala dipinta ad olio e, sotto di essa, gli stalli lignei del coro. 
Crocifisso dell'altare maggiore
Il grande Crocifisso ligneo con cui parla don Camillo, è collocato sopra l'altare maggiore della chiesa. Con l'introduzione della messa post-conciliare, creduto di scarso valore, viene trasferito in una piccola cappella di campagna. Le ricerche di un professore tedesco di storia dell'arte, passato a Ponteratto durante la guerra, scopriranno che il Crocifisso è in realtà opera di un artista originario della Germania e che risale al XV secolo. 

#### Cappelle laterali
Le due cappelle laterali più importanti sono poste in fondo alle due navate laterali e sono dedicate alla Madonna (in cui si trova l'affresco della Madonna del Fiume) e a Sant'Antonio da Padova (ove è collocata, sull'altare, una statua che prima era in possesso del paese di Torricella). Inoltre si trovano altre tre cappelle: la cappella di Santa Rita da Cascia, la cappella di San Lucio, poi di San Babila e la cappella in cui don Francesco allestisce il presepio.

### Canonica
La canonica della chiesa parrocchiale di Ponteratto, è un edificio di due piani posto sulla destra della chiesa, dirimpetto al campanile. La sua facciata in intonaco bianco è adornata da una pianta di gelsomino che si arrampica intorno alla porta d'ingresso. Proprio da questa porta si accede all'andito, sul quale si affacciano le varie stanze del pianterreno: il salotto-tinello, la cucina e la sala parrocchiale. Le stanze del piano superiore sono, invece, la stanza di Don Camillo, la stanza per gli ospiti ed un piccolo corridoio con un divano. Dietro la canonica si trova un orto coltivato da Don Camillo. Addossata alla canonica vi è la piccola casa del campanaro.

### Casa del Popolo "Stalin"
La casa del popolo di Ponteratto, costruita da Peppone, si trova in Piazza della Libertà. Essa è un edificio di due piani con, al centro della facciata, una bandiera italiana. La casa del popolo è munita di un campo sportivo, di uno per il gioco delle bocce, di una sala per le riunioni, di una biblioteca, di un salone-teatro, della casa del custode e dello studio di Peppone.

### Municipio
Il municipio è ospitato all'interno di un'antica rocca del 1300 che si affaccia direttamente sulla piazza. Sulla facciata si trovano la torre merlata con l'orologio ed il balcone da cui Peppone tiene i suoi discorsi ai cittadini; accanto ad essa vi è la Torre Civica, costruita negli ultimi episodi per ospitare il campanone "Sputnik".

### Altre chiese
Altre chiese citate nei racconti sono la chiesa di San Lucio, costruita nei pressi dell'argine per proteggere il paese dall'alluvione e la cappellina della Madonna del Borghetto.

## Frazioni di Ponteratto
- Boschetto
- Boscopalanche
- Campolungo
- Castellina
- Castorta
- Fontanile
- Gaggiòla
- La Palanca
- La Pieve
- La Rocca
- La Rocchetta
- Molinetto
- Pescarolo
- Pioppetta (che poi diventa una borgata del paese)
- Pioppina (che lotta per l'indipendenza e che, per questo motivo, è considerata da Guareschi una "Repubblica")